# 天台駅

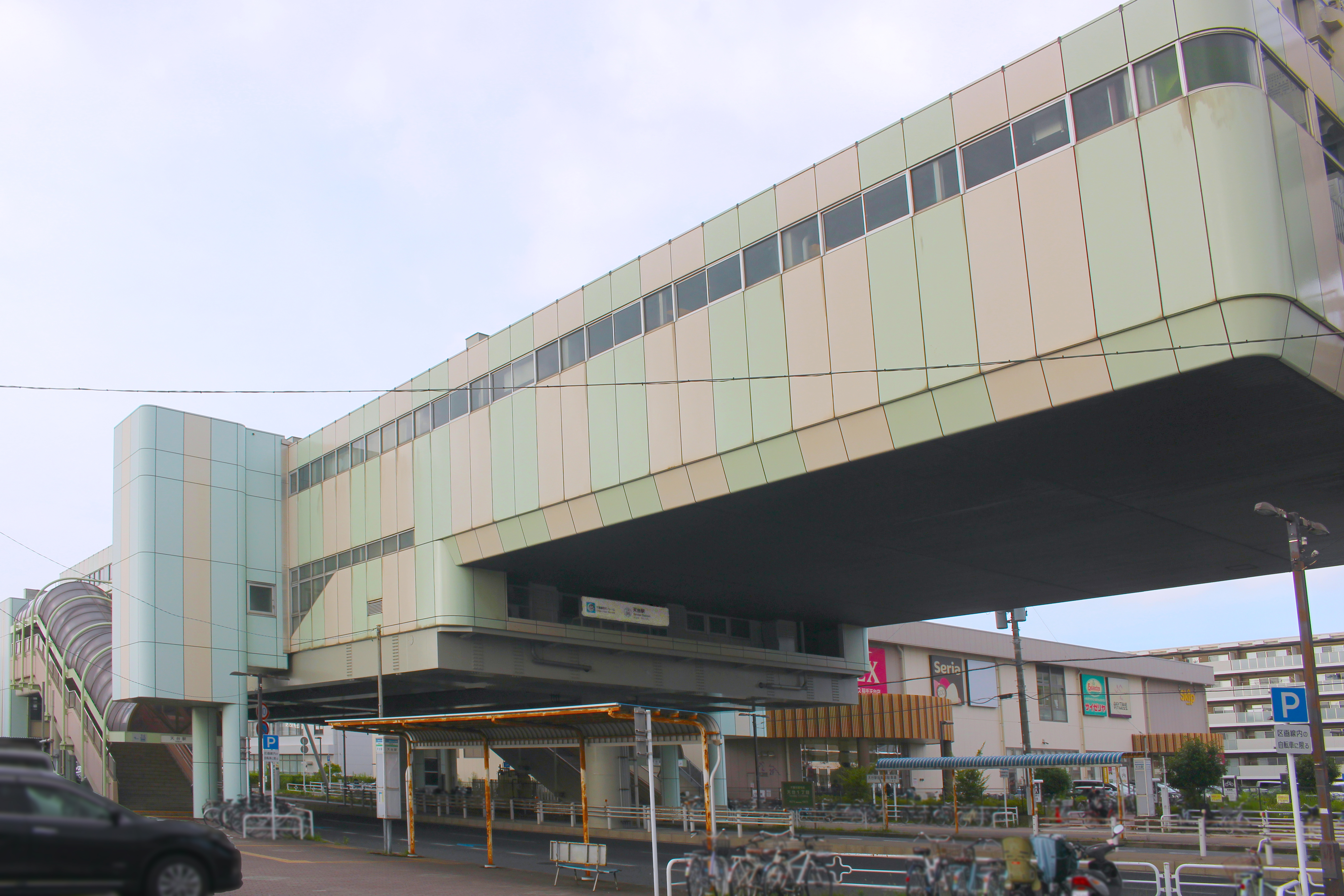
西側出入口（2024年7月）

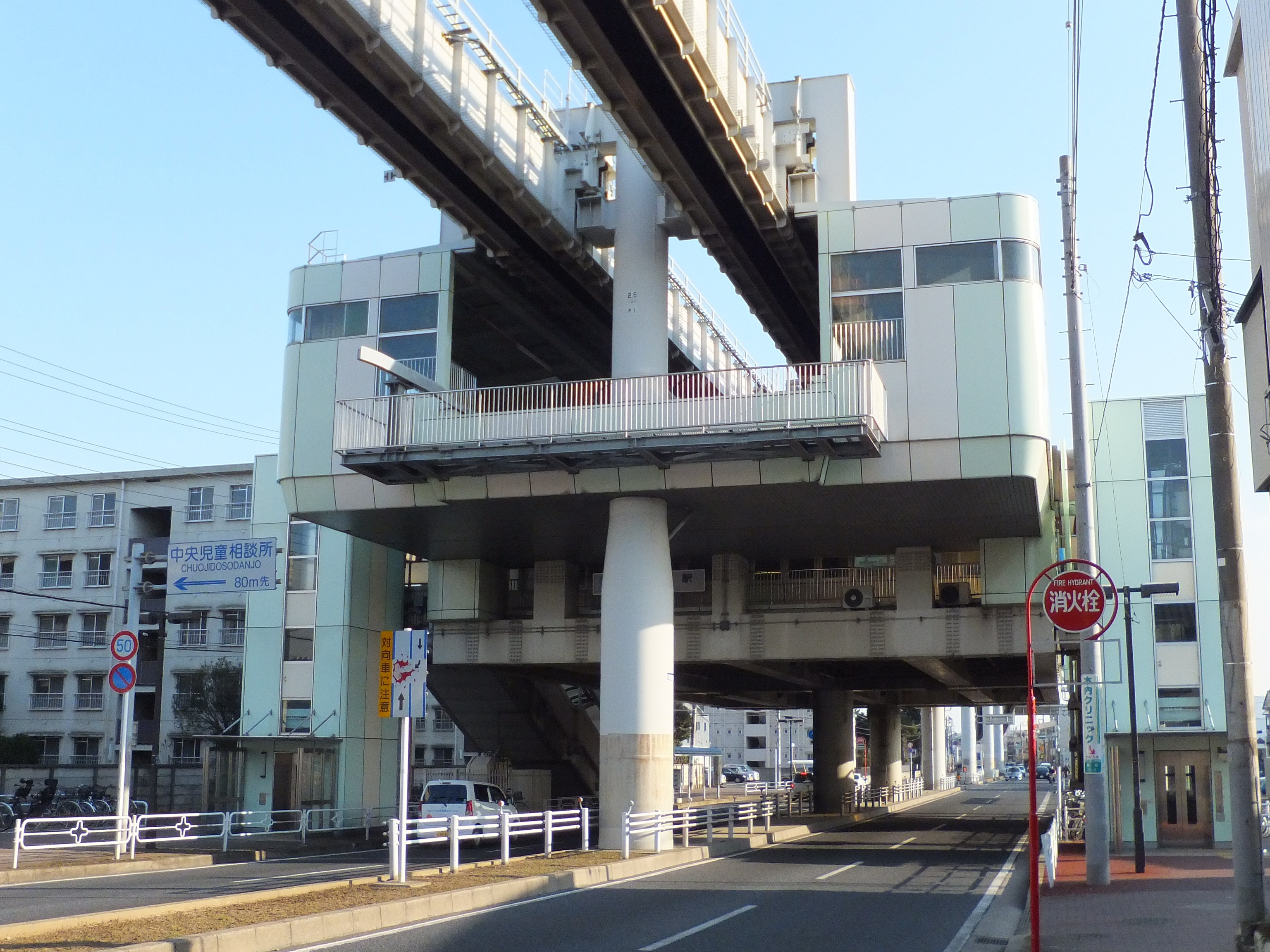
駅舎北側（2012年2月）

天台駅（てんだいえき）は、千葉県千葉市稲毛区天台一丁目にある、千葉都市モノレール2号線の駅である。駅番号はCM 06。

## 歴史
- 1991年（平成3年）6月12日 - 開業[1][2]。
- 2009年（平成21年）3月14日 - ICカード「PASMO」の利用が可能となる[3][1]。

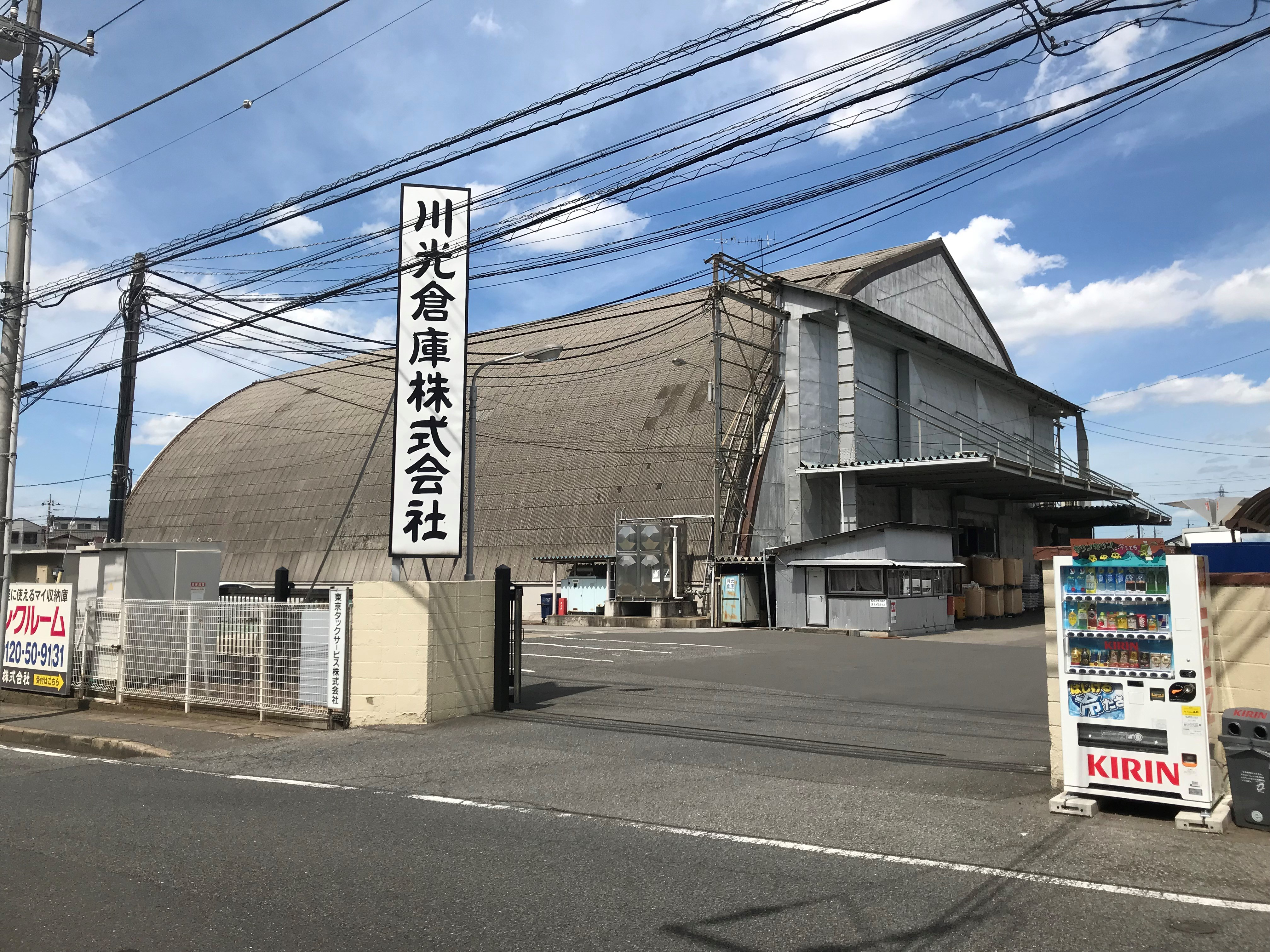
駅東側にあった旧陸軍気球連隊第二格納庫（2020年解体）

## 駅構造
相対式ホーム2面2線を有する高架駅。駅東側のJR天台社宅跡には、ジェイアール東日本都市開発による駅ビルとしてskip天台が隣接する。

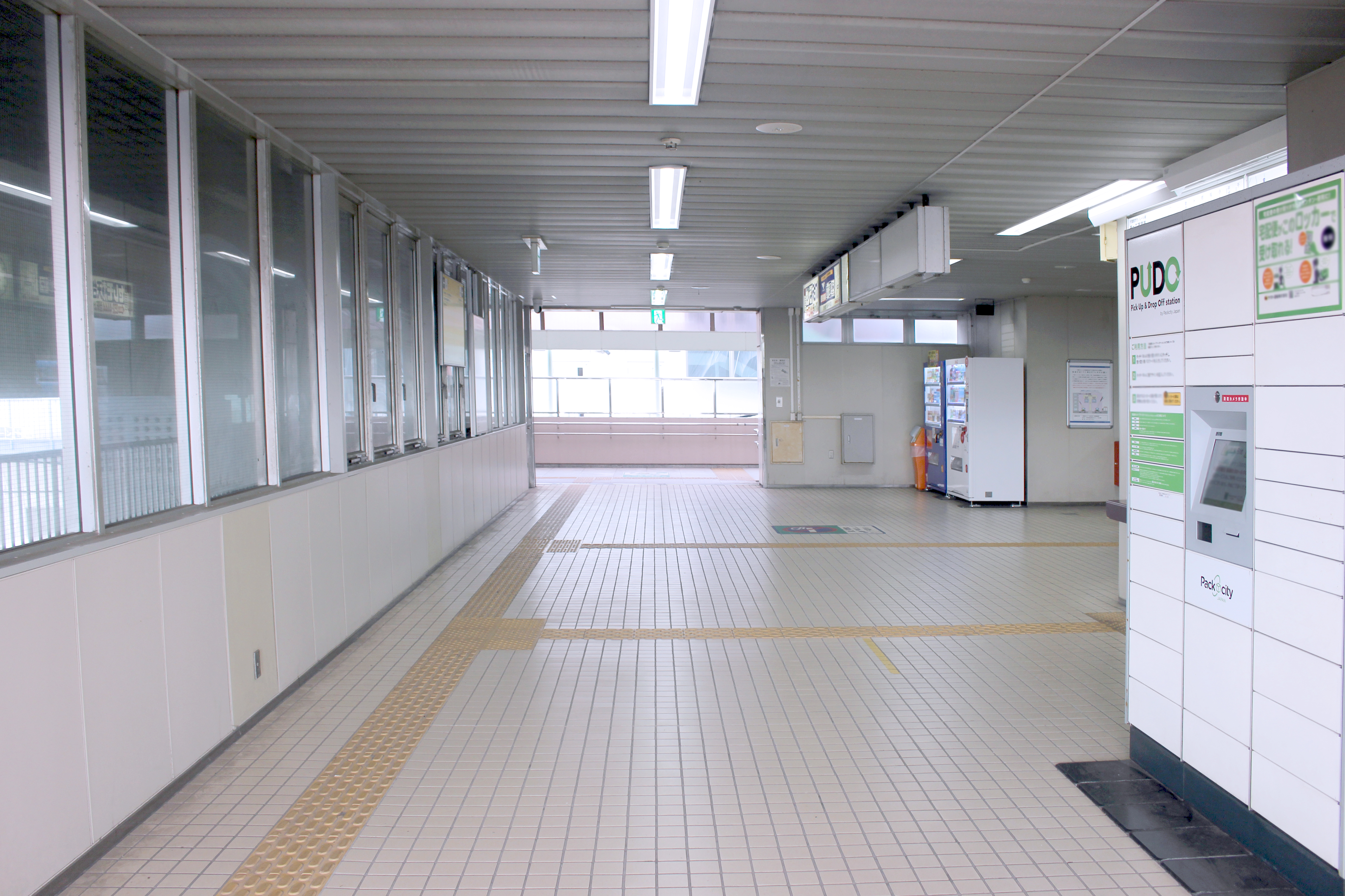
改札外コンコース（2024年7月）
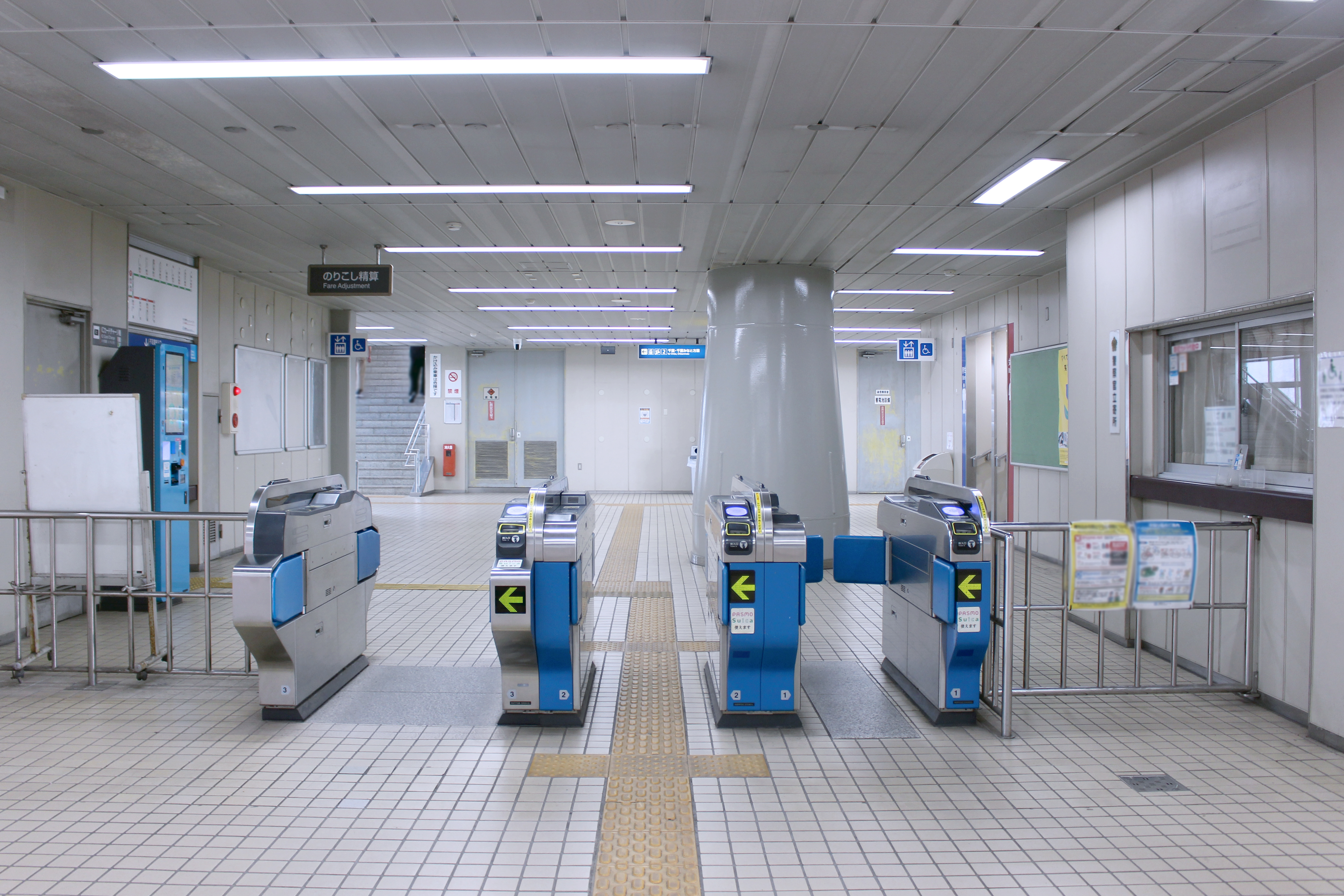
改札口（2024年7月）

### のりば
| 番線 | 路線  | 行先                 | 備考                                    |
| ---- | ----- | -------------------- | --------------------------------------- |
| 1    | 2号線 | 都賀・千城台方面     |                                         |
| 2    | 2号線 | 千葉・千葉みなと方面 | 千葉みなと方面行は千葉駅から1号線へ直通 |

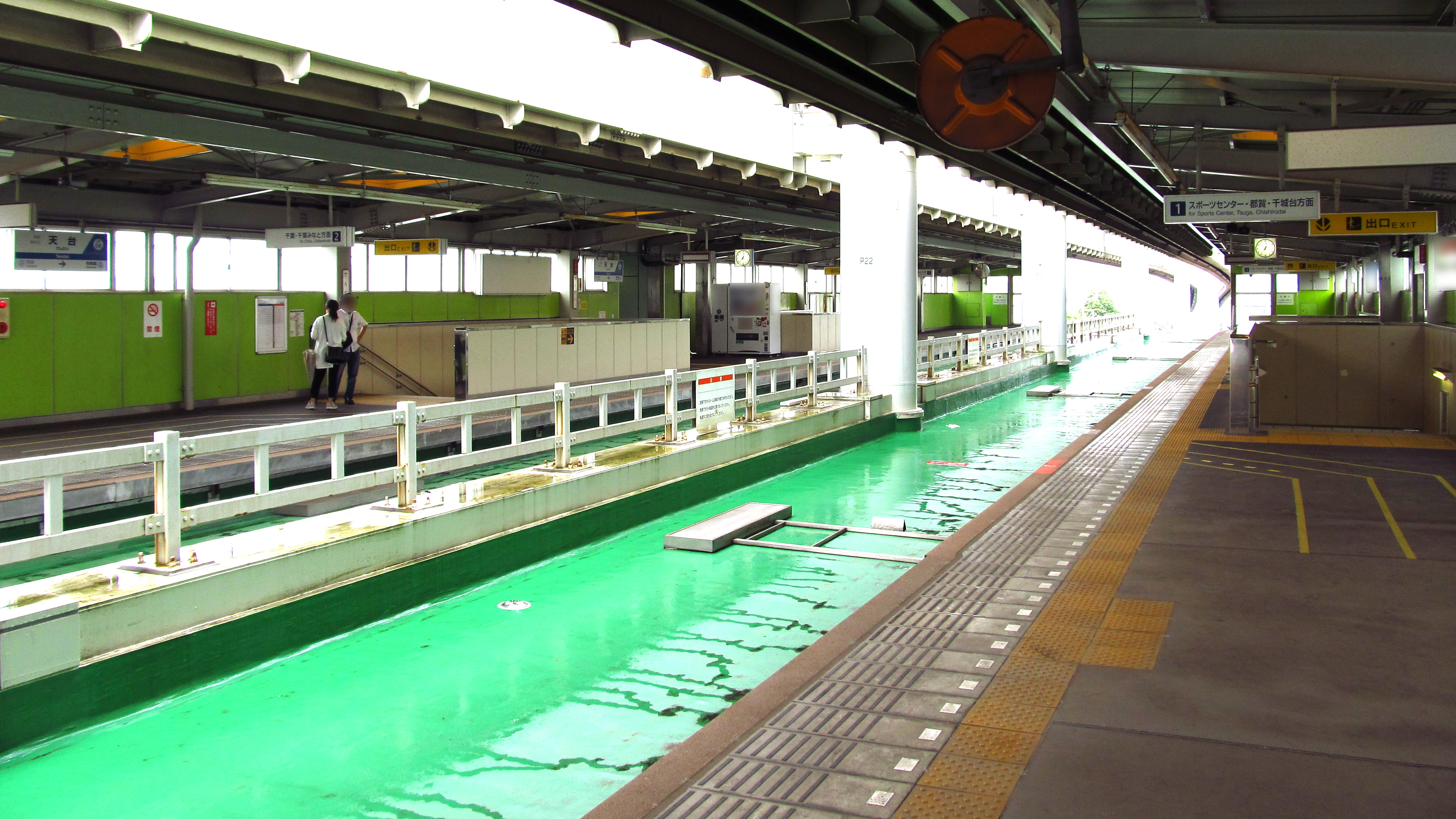
1番線ホーム（2019年7月）
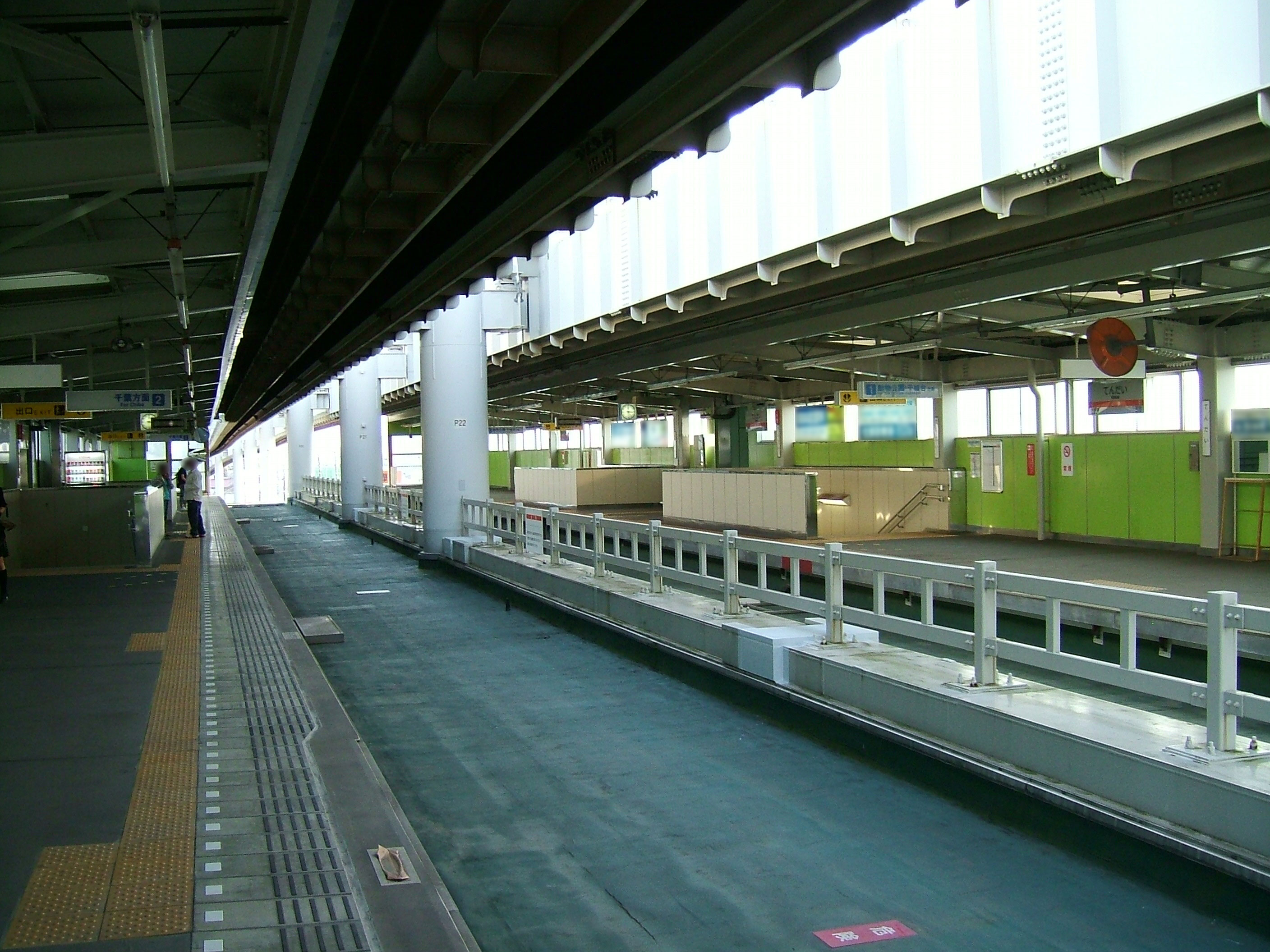
2番線ホーム（2008年10月）
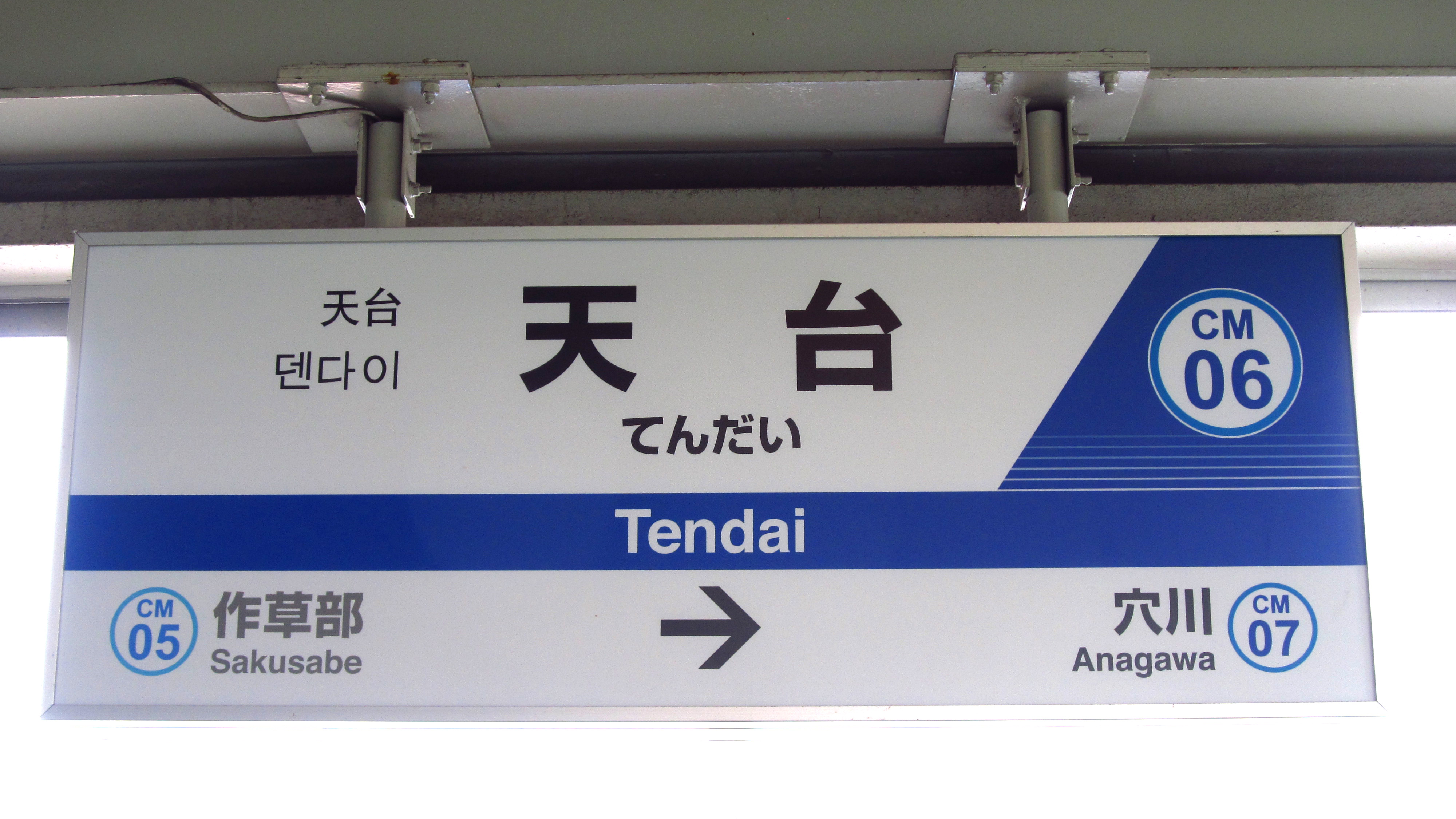
1番線駅名標（2019年7月）
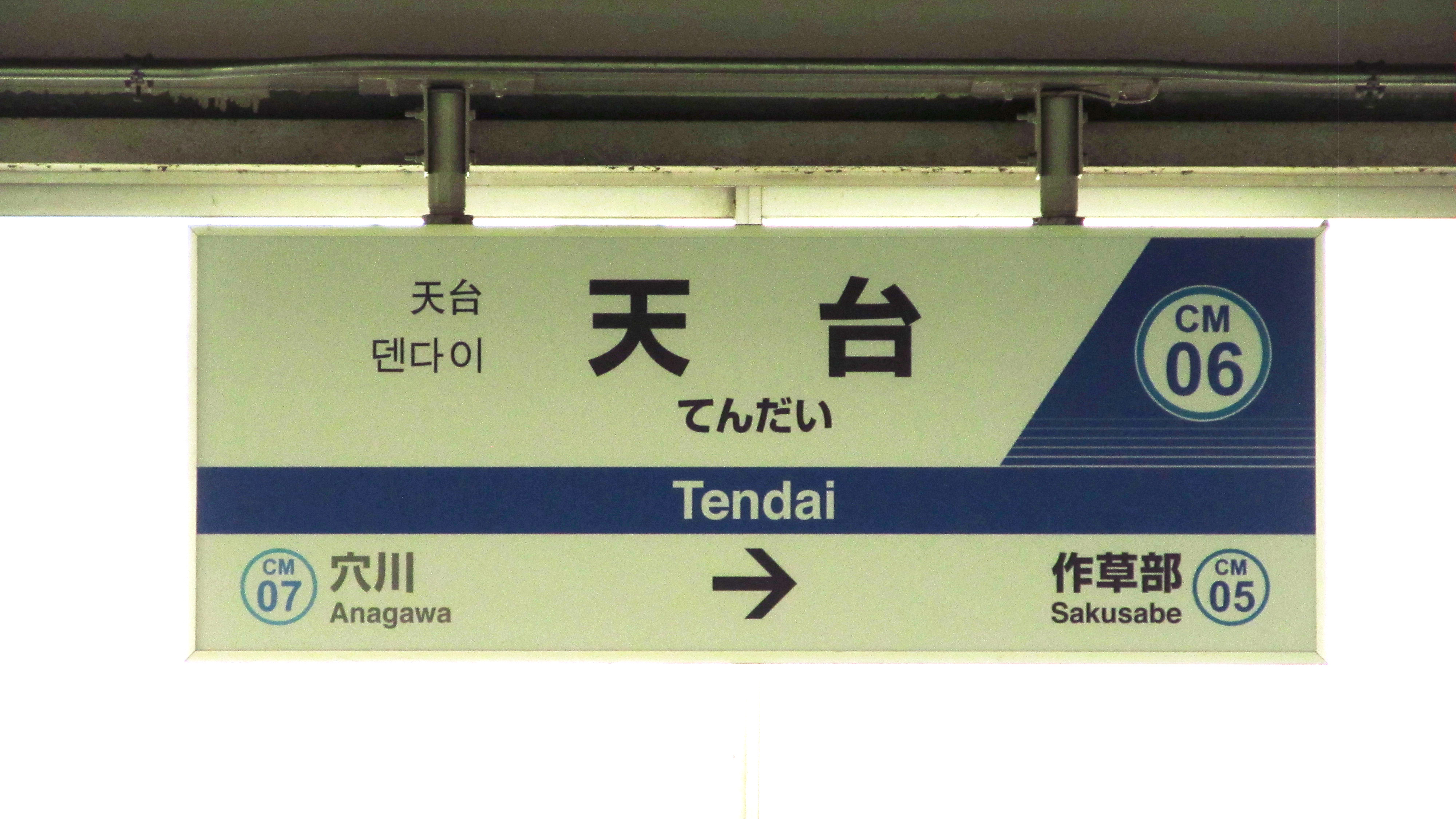
2番線駅名標（2019年7月）

## 利用状況
2023年度の1日平均乗車人員は2,021人である。千葉都市モノレールの駅では、18駅中7位。
近年の1日平均乗車人員推移は下記の通り。
| 年度               | 一日平均 乗車人員 |
| ------------------ | ----------------- |
| 1999年             | 1,696             |
| 2000年             | 1,692             |
| 2001年             | 1,666             |
| 2002年             | 1,681             |
| 2003年             | 1,653             |
| 2004年             | 1,642             |
| 2005年             | 1,719             |
| 2006年             | 1,797             |
| 2007年             | 1,765             |
| 2008年             | 1,757             |
| 2009年             | 1,775             |
| 2010年             | 1,748             |
| 2011年             | 1,662             |
| 2012年             | 1,725             |
| 2013年             | 1,769             |
| 2014年             | 1,752             |
| 2015年             | 1,735             |
| 2016年             | 1,811             |
| 2017年             | 1,978             |
| 2018年             | 2,197             |
| 2019年             | 2,206             |
| 2020年             | 1,728             |
| 2021年             | 1,868             |
| 2022年（令和04年） | 1,983             |
| 2023年（令和05年） | 2,021             |

## 駅周辺

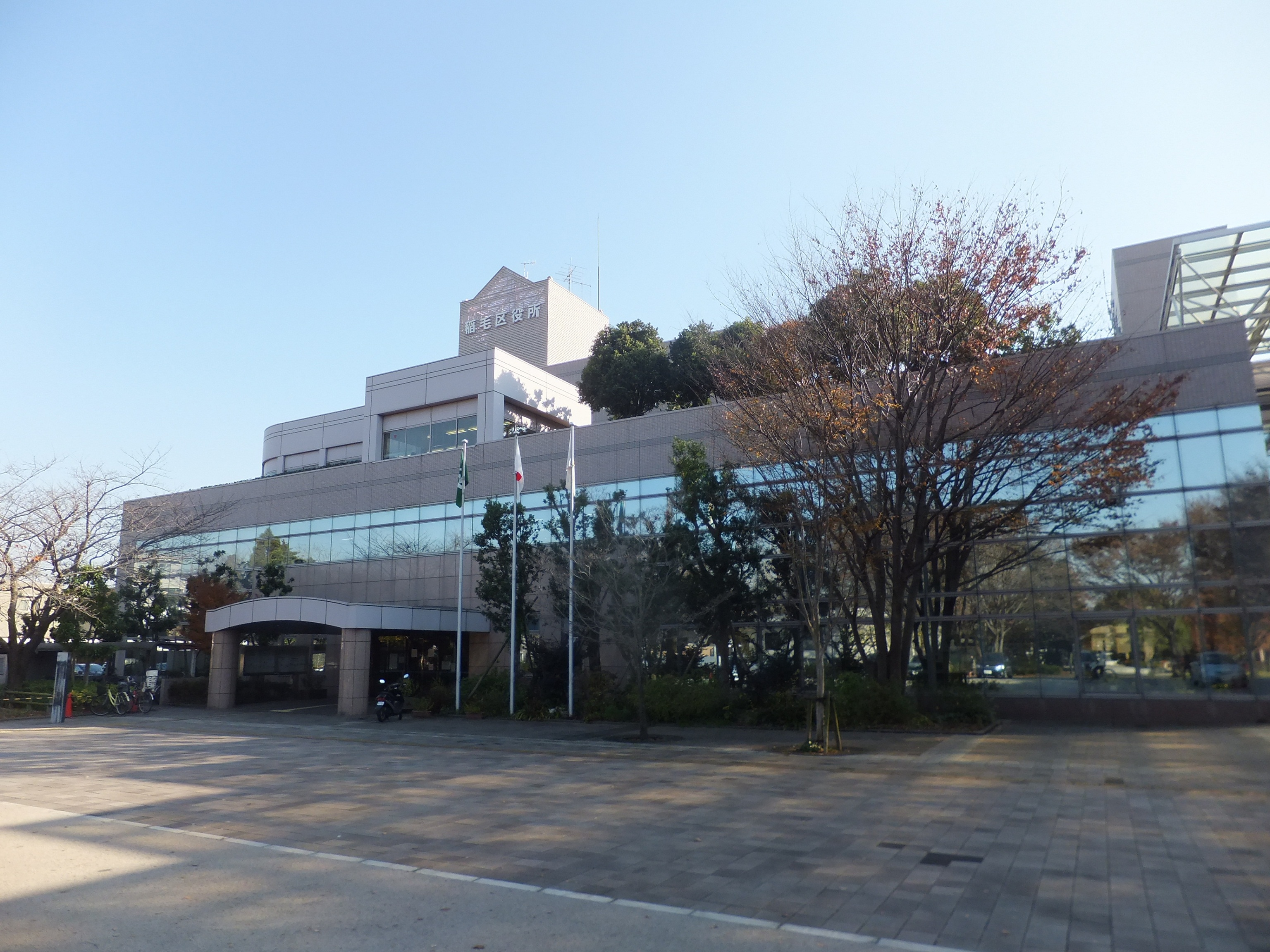
千葉市稲毛区役所

駅直下を国道126号が通っており、駅周辺は閑静な住宅街が広がる。当駅の西側から西千葉駅方面にかけては、千葉大学をはじめ多くの学校が林立する文教地区として知られる。

### 西側
当駅西側出入口方面。
- 千葉市稲毛区役所
- 千葉市稲毛消防署

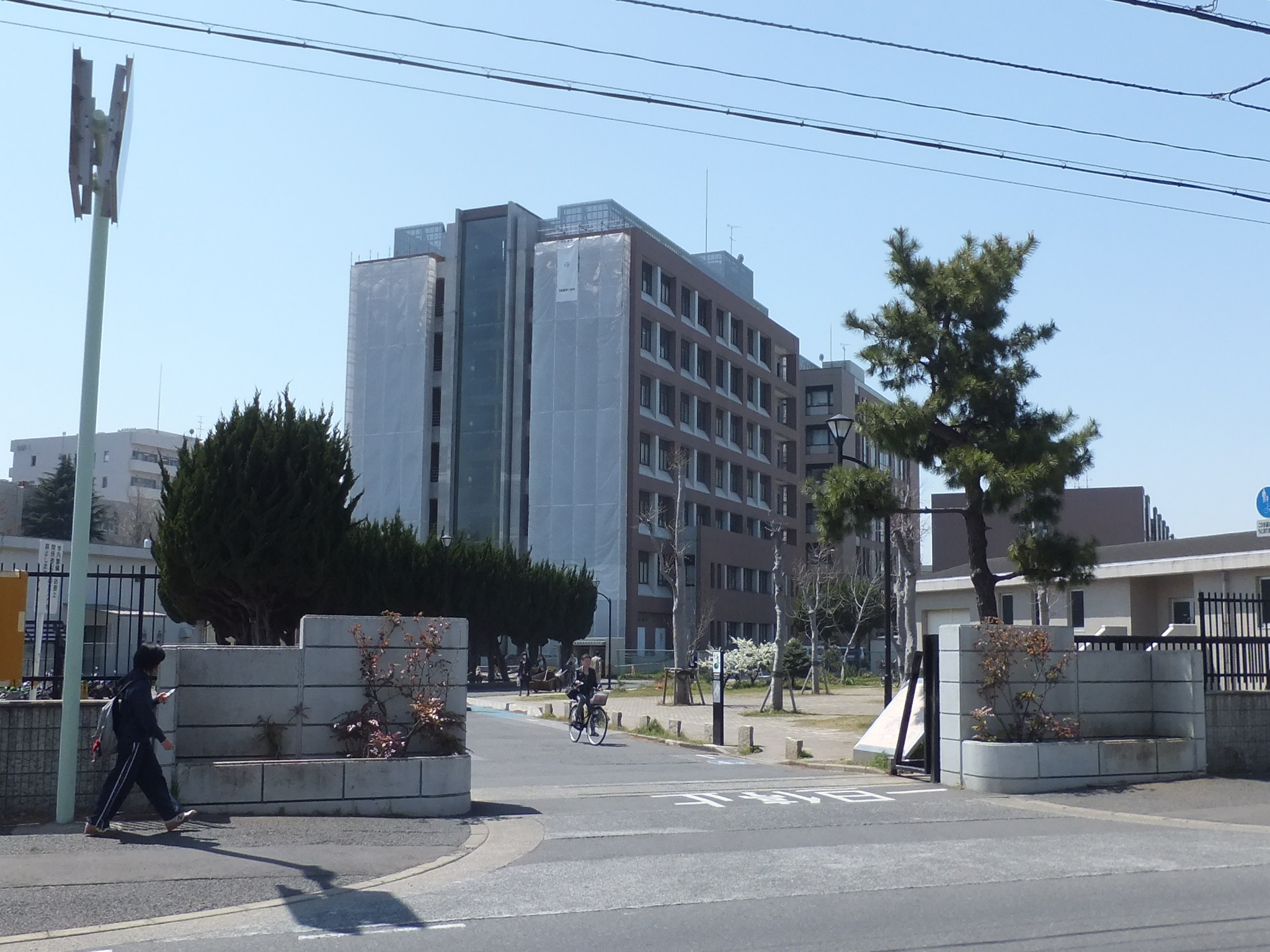
千葉大学 西千葉キャンパス（北門）

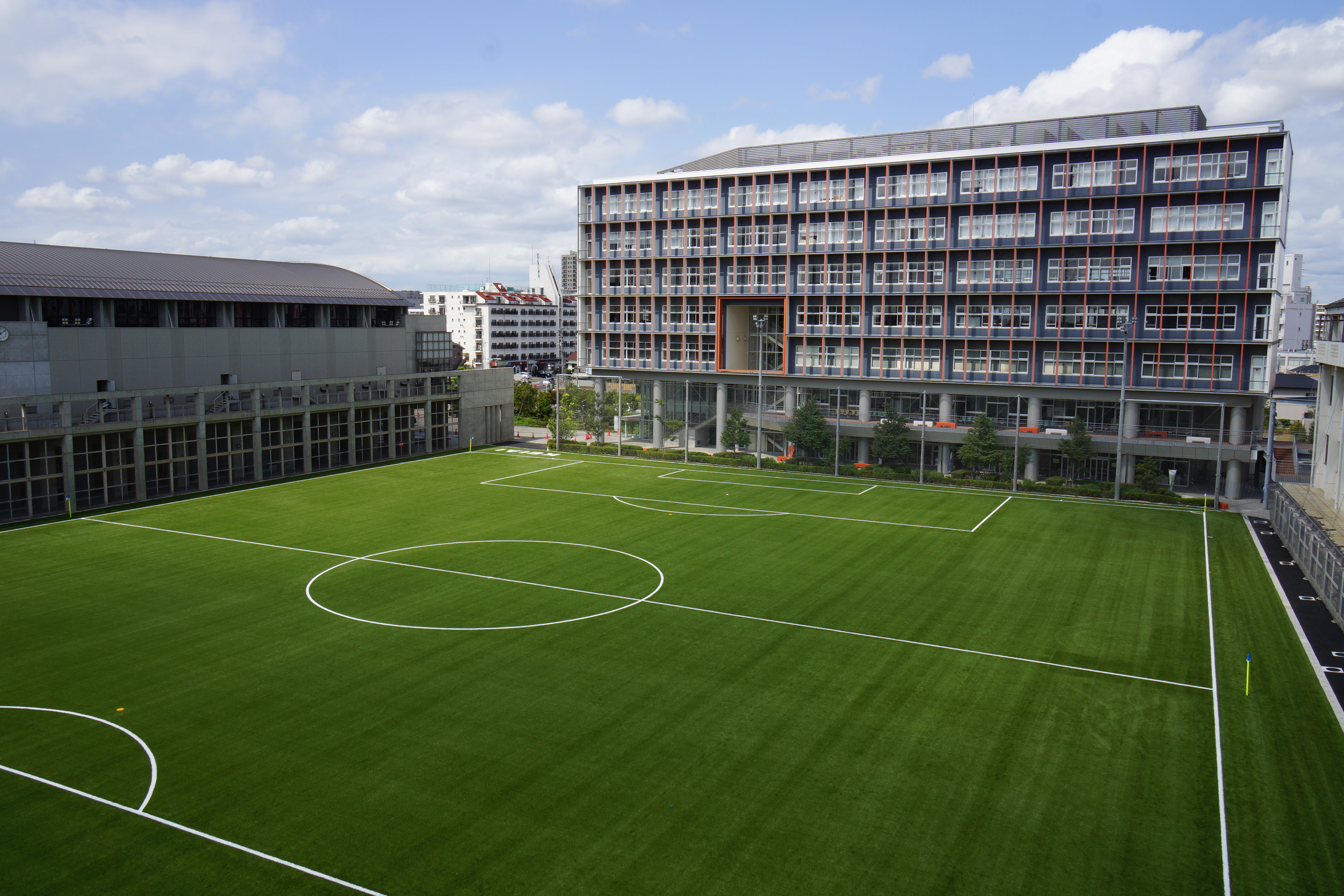
敬愛大学 稲毛キャンパス

- 千葉大学 西千葉キャンパス（最寄りは北門）
- 学校法人千葉敬愛学園
  - 敬愛大学 稲毛キャンパス（経済学部）
  - 敬愛学園高等学校
- 学校法人千葉経済学園
  - 千葉経済大学
  - 千葉経済大学短期大学部
  - 千葉経済大学附属高等学校
- 千葉市立轟町中学校
- 千葉市立轟町小学校
- 千葉市立第二養護学校
- 国立研究開発法人量子科学技術研究開発機構QST病院
- とどろき郵便局
- 千葉銀行 中央支店穴川特別出張所
- 轟町公園

### 東側

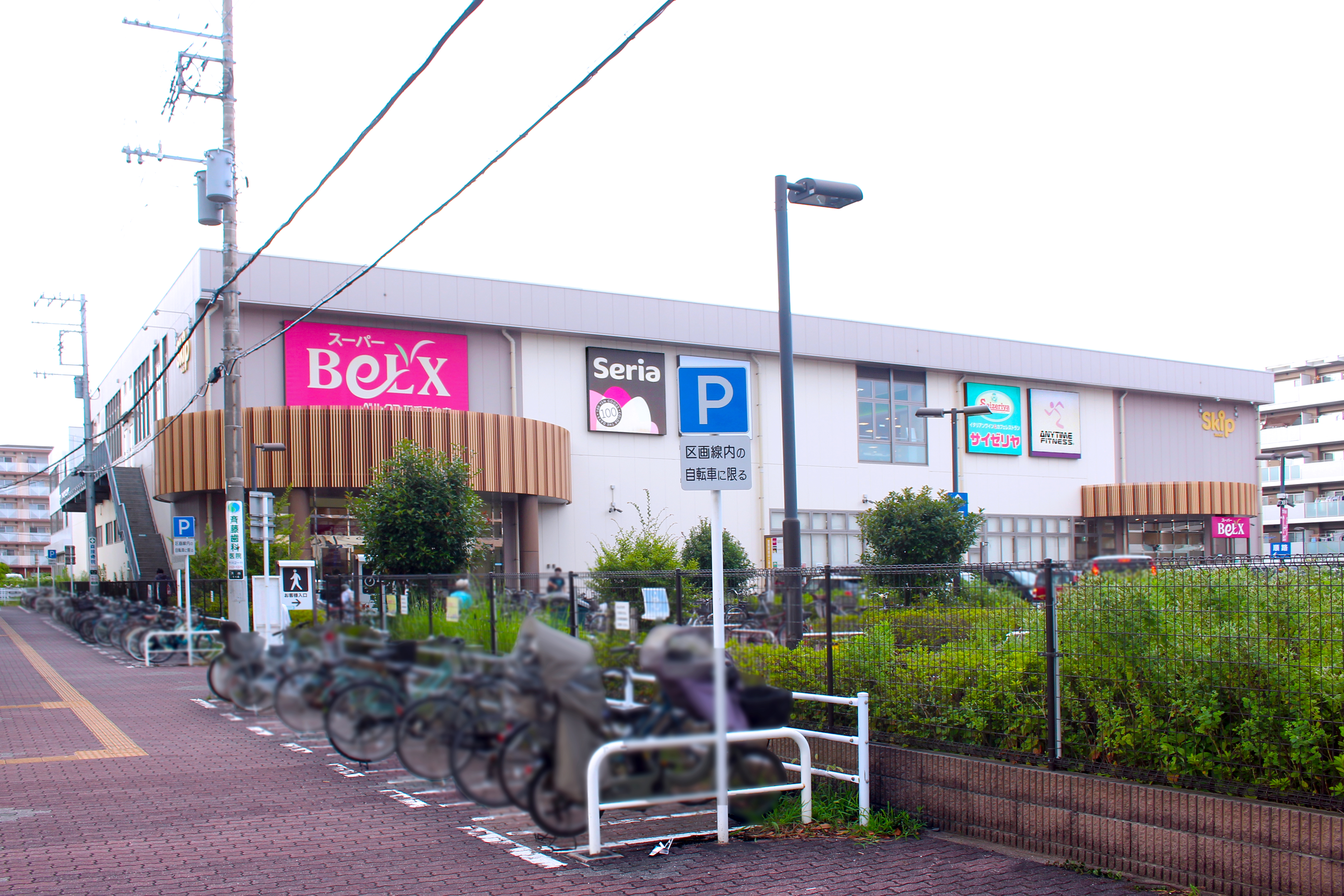
skip天台

当駅東側出入口方面。
- 千葉市千草台公民館
- てんだい・子育てリラックス館
- 千葉県中央児童相談所
- 千葉少年鑑別所
- 千葉市立千草台中学校
- 千葉市立都賀中学校
- 千葉市立都賀小学校
- 千葉市立千草台東小学校
- 千葉市立千草台小学校
- 千葉穴川郵便局
- 千葉千草台郵便局
- 京葉銀行研修所
- 千葉信用金庫 作草部支店
- skip天台
  - スーパーベルクス 稲毛天台店
- オーケー 千草台店
- ヤックスドラッグ 作草部薬局
- 作草部公園
- 千草台団地運動広場

## バス路線
路線バス
- 稲103 稲毛駅 (京成バス千葉イースト)

高速バス
- 千葉成田線 成田空港 (京成バス千葉イースト)

## 隣の駅
千葉都市モノレール
 2号線
作草部駅（CM 05） - 天台駅（CM 06） - 穴川駅（CM 07）